# Gregorios Manos

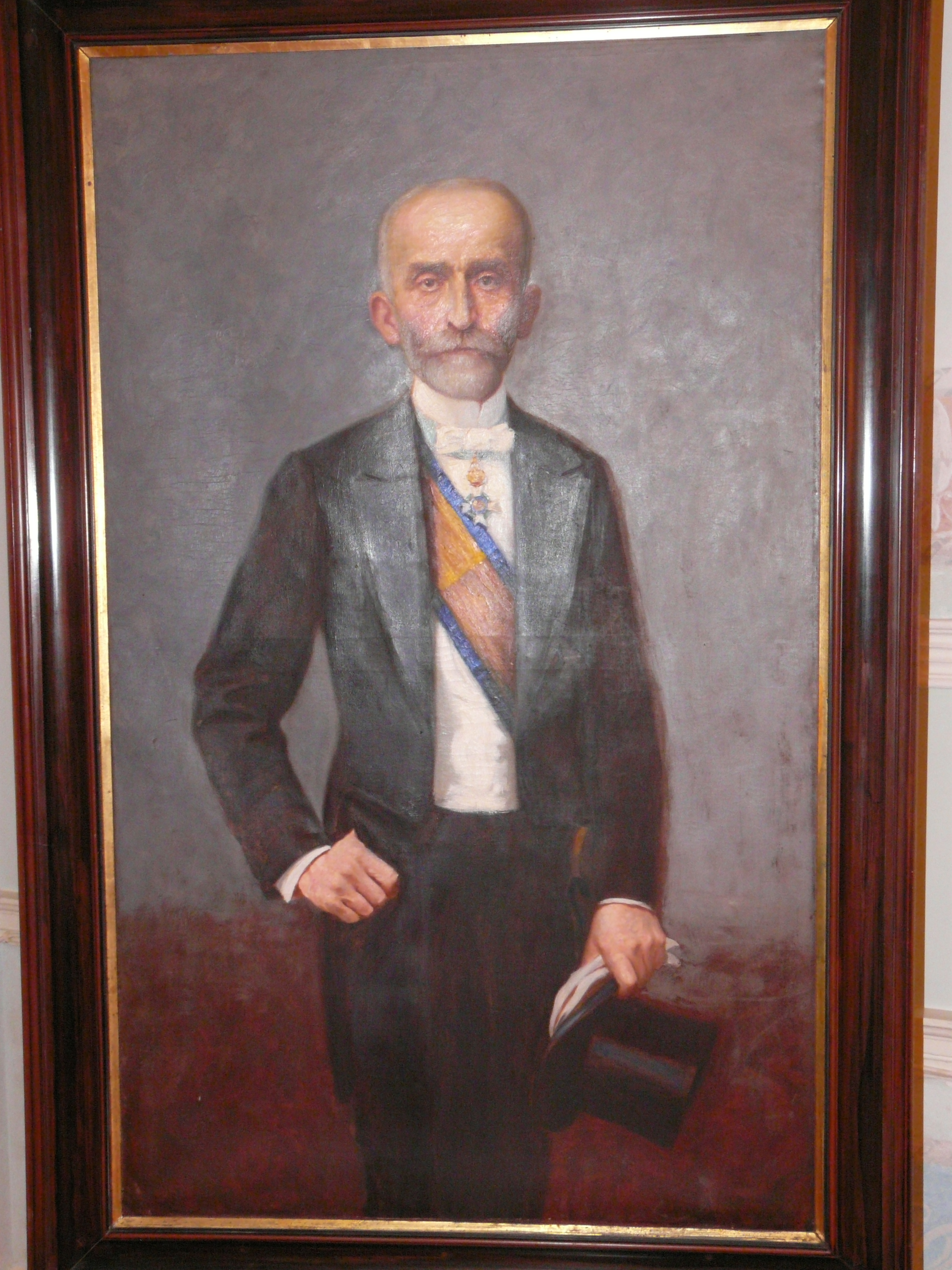
Gregorios Manos

Gregorios Manos (* 1851 in Athen; † 1928 in Korfu) war ein griechischer Diplomat und Sammler Chinesischer Kunst, Japanischer Kunst und Koreanischer Kulturgegenstände.

## Werdegang
Gregorius Manos studierte von 1870 bis 1871 Rechtswissenschaft. Im Anschluss studierte er von 1872 bis 1873 Literatur in Leipzig und setzte dieses Studium von 1873 bis 1875 in Berlin fort, wo er 1875 zum Doktor der Philosophie promoviert wurde.
1885 trat er in den auswärtigen Dienst und wurde in Istanbul, Wien und Berlin beschäftigt.
Von 1897 bis 1910 war Grigorios Manos griechischer Botschafter in Wien.
Seine Kunstsammlung überließ er dem Museum für Asiatische Kunst in Korfu.